# Campionati europei di corsa in montagna 2003
I IX Campionati europei di corsa in montagna si sono disputati a Trento, in Italia, il 6 luglio 2003 con il nome di European Mountain Running Trophy 2003. Il titolo maschile è stato vinto da Marco Gaiardo, quello femminile da Catherine Lallemand. 

## Uomini Seniores
Individuale
| Pos.    | Atleta           | Nazione    | Tempo    |
| ------- | ---------------- | ---------- | -------- |
| Oro     | Marco Gaiardo    | Italia     | 1h06'05" |
| Argento | Helmut Schmuck   | Austria    | 1h07'13" |
| Bronzo  | Robert Krupicka  | Rep. Ceca  | 1h07'31" |
| 4       | Marco De Gasperi | Italia     | 1h08'03" |
| 5       | Nicolas Pasquion | Francia    | 1h08'15" |
| 6       | Alexis Gex-Fabry | Svizzera   | 1h08'19" |
| 7       | Regis Roux       | Francia    | 1h08'32" |
| 8       | Miroslav Vanko   | Slovacchia | 1h08'36" |
| 9       | Marcel Matanin   | Slovacchia | 1h08'39" |
| 10      | Helmut Schiessl  | Germania   | 1h09'09" |

Squadre
| Pos.    | Squadra    | Punti |
| ------- | ---------- | ----- |
| Oro     | Italia     | 19    |
| Argento | Slovacchia | 30    |
| Bronzo  | Rep. Ceca  | 39    |

## Donne Seniores
Individuale
| Pos.    | Atleta               | Nazione     | Tempo  |
| ------- | -------------------- | ----------- | ------ |
| Oro     | Catherine Lallemand  | Belgio      | 43'48" |
| Argento | Angela Mudge         | Inghilterra | 44'01" |
| Bronzo  | Antonella Confortola | Italia      | 44'30" |
| 4       | Izabela Zatorska     | Polonia     | 45'08" |
| 5       | Isabelle Guillot     | Francia     | 45'27" |
| 6       | Daniela Gassmann     | Svizzera    | 45'37" |
| 7       | Vittoria Salvini     | Italia      | 45'42" |
| 8       | Anna Pichrtova       | Rep. Ceca   | 45'51" |
| 9       | Monica Bottinelli    | Italia      | 46'11" |
| 10      | Irena Sadkova        | Rep. Ceca   | 46'38" |

Squadre
| Pos.    | Squadra     | Punti |
| ------- | ----------- | ----- |
| Oro     | Italia      | 19    |
| Argento | Rep. Ceca   | 39    |
| Bronzo  | Inghilterra | 39    |

## Medagliere
| Posizione | Paese       | Oro | Argento | Bronzo | Totale |
| --------- | ----------- | --- | ------- | ------ | ------ |
| 1         | Italia      | 3   | 0       | 1      | 4      |
| 2         | Belgio      | 1   | 0       | 0      | 1      |
| 3         | Rep. Ceca   | 0   | 1       | 2      | 3      |
| 4         | Inghilterra | 0   | 1       | 1      | 2      |
| 5         | Austria     | 0   | 1       | 0      | 1      |
| 5         | Slovacchia  | 0   | 1       | 0      | 1      |